# 紫萼香茶菜
紫萼香茶菜（学名：Isodon forrestii），为唇形科香茶菜属下的一个植物种。